# Gorro de marinero

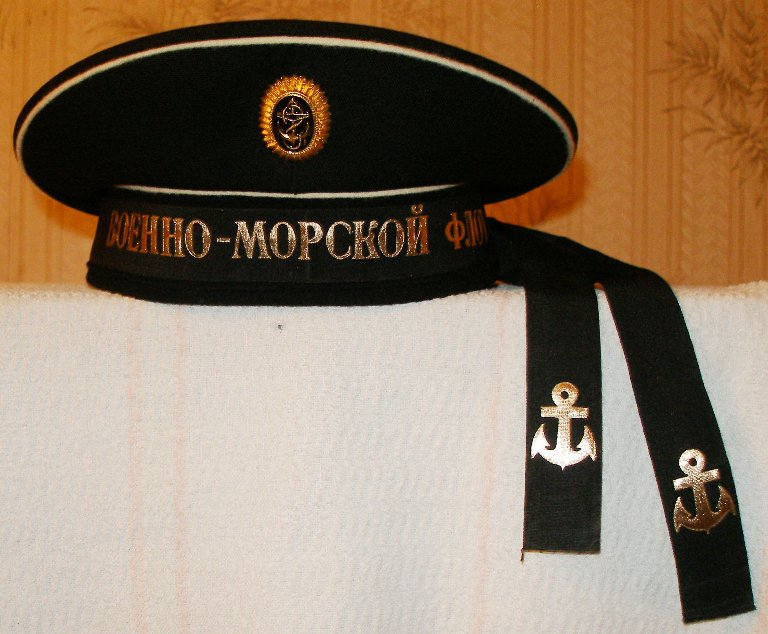
Gorro de marinero ruso, de invierno

Un  gorro de marinero, o gorro marinero, es una prenda característica de la marinería militar.

## Características
Similar a la gorra de plato, pero sin visera, normalmente consta de plato blanco o azul marino, parte cónica (o parte) negra con una inscripción en letras blancas o doradas (designación de la Armada, de la flota o del barco de dotación) y dos cintas colgando de la parte posterior; en lo alto puede llevar un pompón. Es de uso con los uniformes de paseo o de gala de la marinería.
En la Armada Española, con el uniforme de faena se emplea una boina azul como prenda de cabeza.

## Nombres

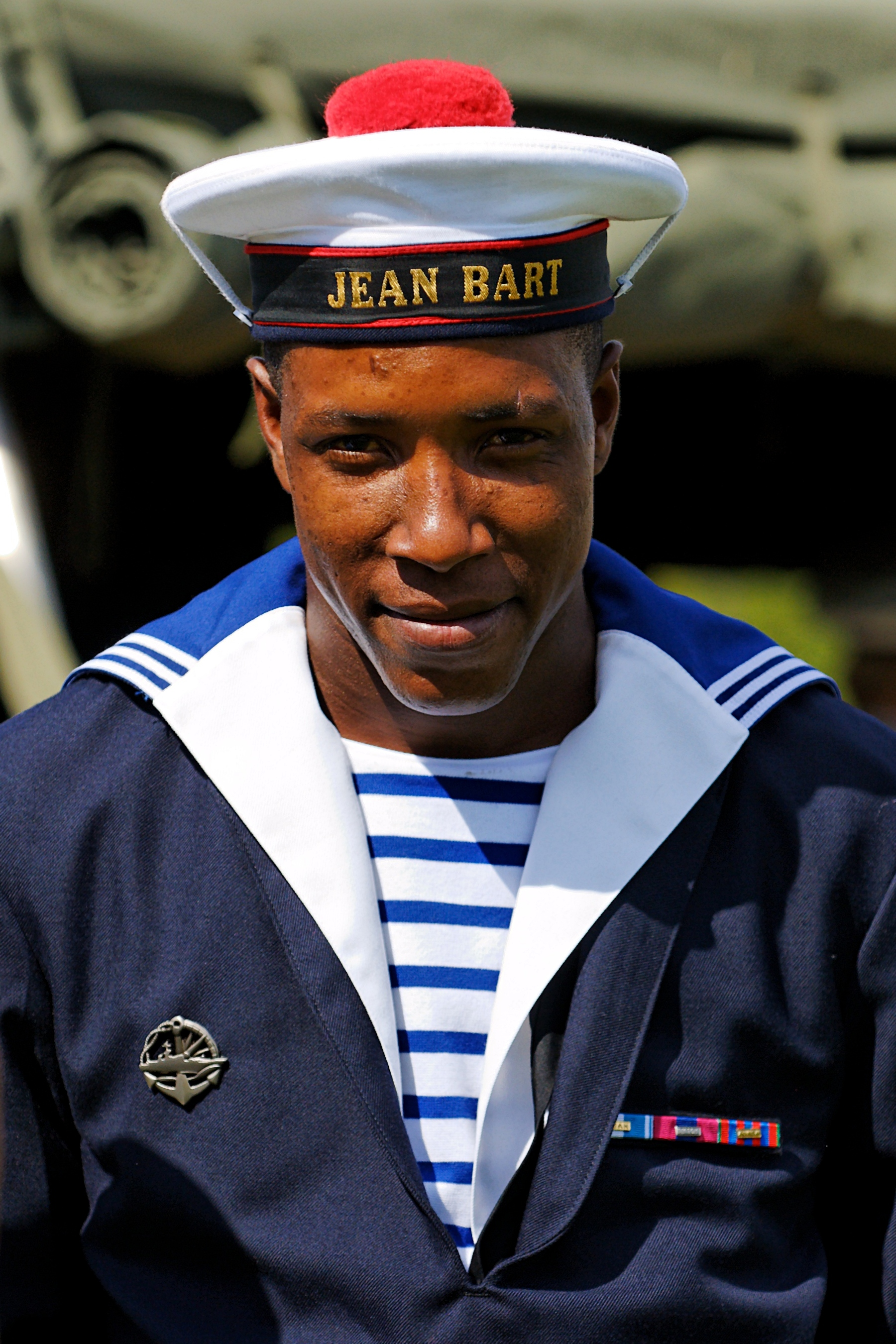
Gorro de marinero francés de verano, de gala

En España se le denomina "lepanto", por el nombre del primer navío de la Armada Española donde se empleó; en francés, bonnet de matelot o bonnet de marin; en italiano berretto a marinaio; en portugués, chapéu de Marinha (y coloquialmente, en Brasil, caxangá); en rumano caschetă o beret (el segundo término también designa la boina); en inglés, sailor cap; en alemán, Bordmütze o Matrosenmütze; en ruso, beskozyrka (бескозырка ); etc..

## Historia
Se puede decir que la marinería rusa fue la primera en llevar gorro de marinero, o una prenda bastante similar: en 1811 adoptó la gorra de plato, al tiempo que el ejército de tierra. En la morfología actual fue creado en 1857 por la Armada británica al regular el uniforme de la marinería, que hasta entonces se había dejado a la voluntad de cada capitán. Puede que su diseño se basara en la gorra de plato, que ya llevaban los oficiales de la Armada británica, o bien que se inspirara directamente en el casquillo de plato de la marinería rusa. 
Popularizado rápidamente a imitación de la prestigiosa Armada británica, desde mediados del siglo XIX el gorro de marinero es el elemento más emblemático del uniforme de la marinería de la práctica totalidad de armadas del mundo. 
En el uso civil, el gorro de marinero ha sido muy explotado como prenda formal para niños.

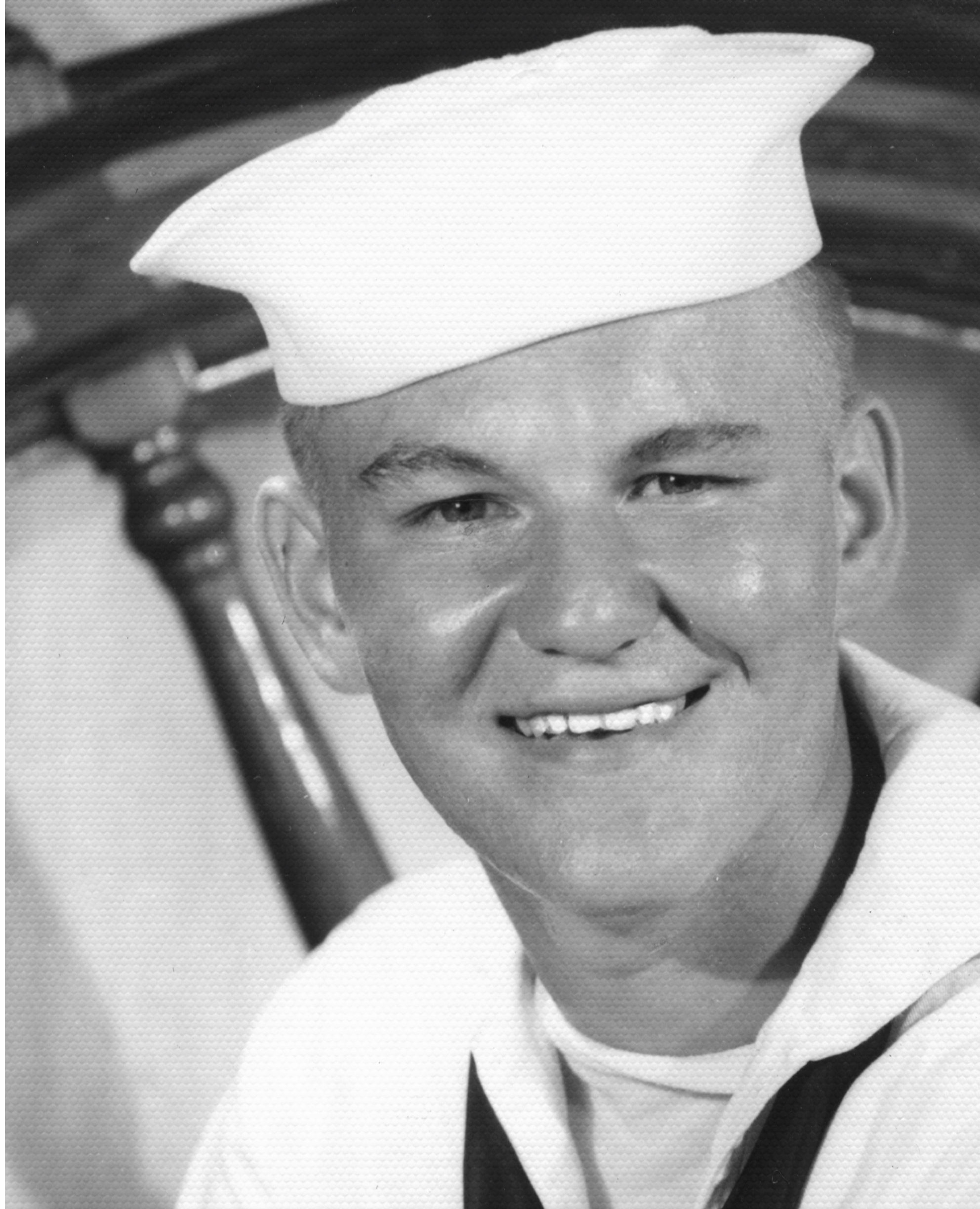
Gorro de marinero estadounidense

La marinería estadounidense usa un tipo muy peculiar de gorro de marinero, de algodón blanco, con copa redondeada y gran gira perimetral en campana; se deforma fácilmente en la acción. Coloquialmente recibe el nombre de  dixie cup  ('vaso de papel'). Este casquete proviene del sombrero de ala ancha adoptado en 1886 como prenda opcional de verano, función en la que sustituyó el sombrero de paja tradicional. Como el nuevo sombrero era de algodón, las alas se deformaban en seguida y daban un aire descolgado. A raíz las quejas de la marinería, alrededor de 1899, apenas concluida la guerra hispano-estadounidense, ordenó que el ala fuera cosida en la copa, de donde resultó el casquete actual, que acabaría sustituyendo el casquete de tipo internacional para todo tiempo. En 1973 fue abolido en favor de una gorra de plato similar a la de los oficiales, pero, visto el descontento general de la marinería, el  dixie cup  fue restaurado en 1980. 
Tradicionalmente, la prenda más popular entre la marinería era un gorro de punto, tipo de capirote flácida, y, más adelante, el sombrero, generalmente de copa baja, ala plana y adornado con cinta. Durante la segunda mitad del siglo XIX y hasta inicios del XX muchas armadas usaron sombrero de paja como prenda alternativa de verano, sobre todo de cara al servicio en medios tropicales.